# 이양초등학교
이양초등학교는 대한민국 전라남도 화순군 이양면 이양리에 있는 공립 초등학교이다.

## 학교 연혁
- 2017.02.10 제93회 졸업(졸업생 총 4,840명)
- 2016.03.01 제28대 안향자 교장 부임
- 2013.03.01 금능분교장 통폐합
- 2007.03.01 매정분교장 통폐합
- 1999.09.01 금능분교장 본교 편입
- 1999.03.01 묵곡분교장 폐교
- 1996.03.01 이양초등학교로 교명 개칭
- 1994.09.01 매정분교장 설치
- 1988.03.01 묵곡분교장 편입
- 1983.03.10 병설유치원 개원
- 1954.04.15 이양북국민학교 개교
- 1950.09.01 6.25전쟁으로 전교사 전소
- 1941.04.01 이양공립국민학교(명칭 변경)
- 1938.04.01 이양공립심상소학교(명칭 변경)
- 1921.04.01 이양공립보통학교 개교
- 1920.08.13 설치인가

## 참고 자료
- 이양초등학교 - 한국교육학술정보원 학교알리미